# پرادییا د ابرو
پرادییا د ابرو (به اسپانیایی: Pradilla de Ebro) یک دهستان در اسپانیا است که در استان ساراگوسا واقع شده‌است. پرادییا د ابرو ۲۵ کیلومتر مربع مساحت و ۶۳۸ نفر جمعیت دارد.